# Palaeococcus brasiliensis
Palaeococcus brasiliensis är en insektsart som först beskrevs av Walker 1852.  Palaeococcus brasiliensis ingår i släktet Palaeococcus och familjen pärlsköldlöss. Inga underarter finns listade i Catalogue of Life.